# Винегар-Хилл (Бруклин)
Винегар-Хилл (англ. Vinegar Hill, дословно: Холм, поросший ягодными деревьями, название происходит от одноименного холма в Ирландии, ирл. Fiodh na gCaor, переводится как «деревья с ягодами») — район в северо-западном Бруклине, штат Нью-Йорк, США — набережная Ист-Ривер между районом DUMBO и Бруклинской военно-морской верфью. Район ограничен улицами Фронт-стрит и Бридж-стрит и включает в себя шесть кварталов. До 1950-х годов площадь Винегар-Хилл была значительно больше, однако в связи со строительством Федеральной трассы «Route 278» часть района была отрезана и стала существовать, как отдельный район RAMBO.
Первоначально на этой территории селились преимущественно ирландцы, которые и назвали район в честь Битвы за Винегар-Хилл во время Ирландского восстания 1798 года. Винегар-Хилл сохранял статус ирландского района вплоть до конца XIX века.
Большинство зданий в Винегар-Хилл построены в неогреческом стиле, а многие улицы, включая набережную Ист-Ривер, вымощены булыжником. Винегар-Хилл относится к историческим районам Нью-Йорка.
Район Винегар-Хилл обслуживает 84-й полицейский участок. В районе располагается одна из одна из крупнейших энергетических компаний США Consolidated Edison. На углу улиц Эванс и Литтл располагается особняк коммодора ВМС США Мэтью Перри.